# Crypsithyris abstrusa
Crypsithyris abstrusa är en fjärilsart som beskrevs av Edward Meyrick 1917. Crypsithyris abstrusa ingår i släktet Crypsithyris och familjen äkta malar. Inga underarter finns listade i Catalogue of Life.